# محمد عبد القادر السائحي
محمد الأخضر عبد القادر السائحي (1 أكتوبر 1933) شاعر وكاتب قصصي جزائري. ولد بمدينة تقرت ونشأ فيها خلال الحرب العالمية الثانية. درس بها وفي باتنة. ثم قصد جامع الزيتونة سنة 1949 حيث نال شهادة التحصيل 1956، وهي السنة التي استقلت فيها تونس ودخلت الحركة الوطنية الجزائرية مرحلة جديدة وانطلقت خلالها موهبته الشعرية. كان في تونس نشيطًا في اتحاد الطلبة. رجع إلى وطنه بعد ثورة التحرير الجزائرية في 1962 وواصل تعليمه بجامعة الجزائروبعد تخرجه عمل أستاذًا في المدرسة الوطنية. عمل أيضًا متصرفًا وصحفيًا وموظّفًا في إذاعة الجزائر. يعد من أبزر الشعراء الجزائريين في النصف الثاني من القرن العشرين، وهو يحمل نفس الاسم مع ابن عمه محمد الأخضر السائحي المتوفي في 2005، مما جعل كتاب السيرة الخلط بينهما، فخُصّ بلقب «السائحي الصغير» تمييزًا له عن ابن عمّه «السائحي الكبير». 

## سيرته
ولد محمد الأخضر بن عبد القادر السائحي يوم 1 أكتوبر 1933/ 12 جمادى الآخرة 1352 بمدينة تقرت، إحدى واحات وادي ريغ في الجنوب الشرقي الجزائر. وقد خُصّ باسم «السائحي الصغير» تمييزًا له عن ابن عمّه «السائحي الكبير» اذ اسمهما محمد الأخضر.  بحسب سجلّات البلدية فهو مسجّل ضمن مواليد 1933 بقرية العلية. نشأ فيها خلال الحرب العالمية الثانية وعاصره في طفولته فحرمت من التعليم، إذ تحولت المدرسة إلى ثكنة وفضّل والده اللجوء إلى الضيعة. وهناك تعلم مع إخوانه عند مؤدب لتحفيظ القرآن. فتعلم في معهد التدريب القرآني حتى الدرجة المتوسطة. 

في سبتمبر سنة 1949 ذهب إلى مدينة تونس فتعلم فيها على ابن عمه محمد الأخضر السائحي الكبير مبادئ العربية، ثم انتسب إلى جامع الزيتونة وتعلم في مسجد صاحب الطابع بحي الحلفاوين ثم المسجد الحفصي بحي القصبة للسنة الثانية، فالمسجد اليوسفي الثالثي والمرادي للسنة الرابعة فحصلت شهادة الأهلية في صيف 1953. وبعد سنة في ابن عبد الله وصل إلى جامع الزيتونة ليواصل فيه دراسته إلى صيف 1956، حيث فاز بشهادة التحصيل الثانوية العامة. ومن مشايخه في الزيتونة: محمد الفاضل بن عاشور، ومحمد الحبيب بن الخوجة، وعبد الستار بالهاني،‌ ومحمد بن بالاخوة، ومحمد العروسي المطوي، ومحمد الشاذلي النيفر، وأحمد المختار الوزير، والطاهر قيقة وغيرهم. فانتهى تحصيله في جامع الزيتونة من 1949 حتى 1956 للمرحلتين المتوسطة والثانوية. 

رجع إلى وطنه بعد ثورة التحرير الجزائرية في سبتمبر 1962 ودخل جامعة الجزائر في 1965 وخرج منها سنة 1969. تفرغ للعمل كأستاذ في المدرسة الوطنية كما انتسب إلى كلية الآداب بجامعة الجزائر الإتمام دراسته العالية بعد سنة مرض، ذلك أنه تعرّض لحادث تسرب الغاز في الحمام آخر سنة 1963. 

أحرز على شهادة الليسانس سنة 1969 وقام بعدها بزيارة إلى عدد من مدن المغرب على رأس فرقة لمسرح الهواة في إطار التبادل الثقافي بين الجزائر والمملكة المغربية. وخلال سنة 1970 زار القاهرة مرتين، وتونس وليبيا، والسودان لإعداد إنشاء مركز للدراسات والبحوث والوقائق في ميدان الشباب. ولقد عمق هذه الرحلات معرفته بطرق تعامل الإنسان العربي مع واقعه. 

عمل متصرفًا وصحفيًا وموظّفًا في إذاعة الجزائر.

## مهنته الأدبية
يعد من أبزر الشعراء الجزائريين في النصف الثاني من القرن العشرين، ومن الذين ارتبط ظهورهم الأدبي بالثورة الجزائرية. فهو عاش في تونس خلال الخمسينات، ولذلك كان على صلة بتطور الأحداث تطور الحركة الوطنية الجزائرية، وقد درس وعمل في عدة مصالح تونسية كالصحافة والإذاعة، وشارك في الحفلات والندوات، كما عمل في صوت الجزائر أثناء الثورة، وانعكس كل ذلك على نشاطه وإنتاجه الشعري. أصدر دواوين شعرية عديدة، وراوح بين الشعر العمودي والطليق، و«لكن يبدو أنه كان لا ينضج شعره ولا يعود إليه بالنقد والمراجعة، ولذلك كان للنقاد رأي خاص في شعره.»ظهرت مجموعته الشعرية الرابعة «واحة الهوى» في سنة 1972 وهي أول مجموعته بعد الثورة، وكانت الأشعار التي كتبها بعد سنة 1970 تمثل ثورة للواقعية في الأدب. 

عندما أعيد تأسيس اتحاد الكتاب الجزائريين في كانون الثاني 1974، انتخب ضمن المكتب الإداري مع مالك حداد وعبد الله الركيبي وزهور ونيسي. وكان عضوًا بجمعية الطلبة الجزائريين بتونس والاتحاد الوطني للطلبة الجزائريين، ورابطة القلم الجديد، والاتحاد العام للعمال الجزائريين، وجبهة التحرير الوطني الجزائرية.  كان ناشطًا في الحياة الثقافية الجزائرية ما بعد الثورة على مستويات مختلفة، ئخصص جانبًا كبيرًا من شعره لفلسطين أيضًا.

## حياته الشخصية
تزوج من إحدى‌ قريباته بتونس. ولهما أربعة أولاد. 

## مؤلفاته
- «همسات وصرحات»، 1965
- «ألوان من الجزائر»، 1968
- «ألحان من قلبي»، 1971
- «الكهوف المضيئة»، 1972
- «واحة الهوى»، 1972
- «أغنيات أوراسية»، 1979
- «جمر ورماد»، 1981
- «الراعي وحكاية الثورة»، 1988

ومن قصصه:
- «ألوان بلا تلوين»، 1981
- «أمدغ»، مجموعة قصصية، 1984
- «كان الجرح .. وكان يا ما كان»، رواية، 1984
- الشاعر الزنجي وأخواتها»، مجموعة تمثيليات، 1990

ومن دراساته:
- «مأساة الإنساية في الجزائر»، تحليل لأوضاع الجزائر قبل ثورة 1954، 1957
- «روحي لكم: تراجم ومختارات من الشعر الجزائري الحديث»، 1986
- «وداعا صاحب الذقن الخضيب»، مقالات
- «محمد الأمين العمودي: الشخصية المتعددة الجوانب»، 2001